# Landensberg
Landensberg – miejscowość i gmina w Niemczech, w kraju związkowym Bawaria, w rejencji Szwabia, w regionie Donau-Iller, w powiecie Günzburg, wchodzi w skład wspólnoty administracyjnej Haldenwang. Leży około 18 km na południowy wschód od Günzburga, przy drodze B10.

## Demografia
| Rok  | Liczba mieszk. |
| ---- | -------------- |
| 1970 | 526            |
| 1987 | 616            |
| 2000 | 708            |

## Polityka
Wójtem gminy jest Sven Tull, poprzednio urząd ten obejmował Wolfgang Thurner, rada gminy składa się z 8 osób.
|      | Freier Wählerblock Glöttwang | Freie Wählervereinigung | Razem |
| 2008 | 4                            | 4                       | 8     |
| 2002 | 3                            | 5                       | 8     |